# 11833 Діксон
11833 Діксон (11833 Dixon) — астероїд головного поясу, відкритий 13 вересня 1985 року.
Тіссеранів параметр щодо Юпітера — 3,808.